# Aleksander Wertheim

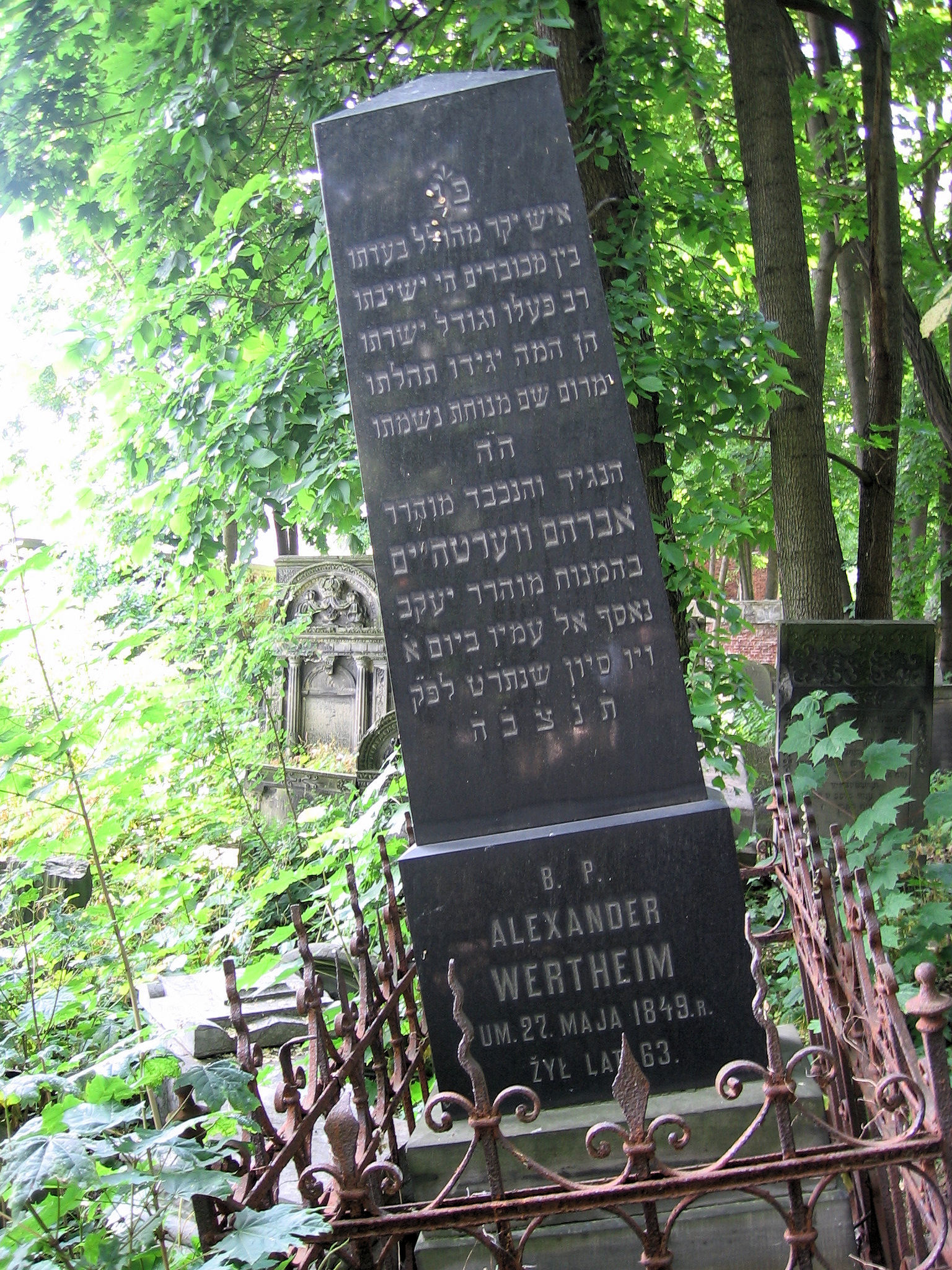
Grób Aleksandra Wertheima na cmentarzu żydowskim w Warszawie

Aleksander Wertheim (ur. 1787 w Świdnicy, zm. 27 maja 1849 w Warszawie) – polski bankier żydowskiego pochodzenia. 

## Życiorys
Urodził się w żydowskiej rodzinie pochodzącej przypuszczalnie ze środkowych Niemiec, osiadłej w Świdnicy, która na przełomie XVIII i XIX wieku przeniosła się do Warszawy. Był synem Jakuba (1744–po 1809), który był nauczycielem szkoły ludowej w Świdnicy. 
Był dwukrotnie żonaty. Po raz pierwszy z Filipiną Flamm (1800–1826), z którą miał sześcioro dzieci: Karolinę (1815–1900), Jakuba (ur. 1816, zm. będąc dzieckiem), Emilię (1818–1907), Juliusza Jakuba (założyciela domu bankowego Juliusz Wertheim w Warszawie; 1819–1901), Ludwika (urzędnika kolei Warszawsko-Wiedeńskiej; 1823–1893) i Felicję Filipinę (1826–1899). Po raz drugi żonaty z Dorotą Flamm (1809–1887), z którą miał sześcioro dzieci: Gustawa (agenta przysięgłego Giełdy Warszawskiej; 1828–1876), Stanisława (1833–1878), Wiktora (kupca, sędziego handlowego, ojca Aleksandra (ur. 1872) chirurga, pułkownika WP, 1837–1926), Alfonsa (ur. 1838, zm. będąc dzieckiem) i Józefa (ur. 1840, zm. będąc dzieckiem).
Aleksander Wertheim był bankierem i obywatelem miasta Warszawy. Pełnił funkcję kolektora loterii.
Jest pochowany na cmentarzu żydowskim przy ulicy Okopowej w Warszawie (kwatera 1, rząd 7).